# Wort des Jahres (Sachsen)
Das sächsische Wort des Jahres wird seit 2008 gekürt. Diese Auszeichnung wurde von der Ilse-Bähnert-Stiftung ins Leben gerufen. 

## Details
Zielsetzung dieser Wahl ist laut Stiftung folgende: „Aussterbende sächsische Wörter sollen gerettet werden, die Sprache der Sachsen wird gepflegt und gehegt, ihr Wohlklang in das Bewusstsein gebracht und die Mundart als wichtiger Teil der deutschen Sprache gefördert.“
Bis 2017 wurde das Wort des Jahres in drei Kategorien gekürt:
- schönstes,
- bedrohtestes [sächsisches] Wort des Jahres am Tag der Deutschen Einheit,
- beliebtestes Wort des Jahres, das durch Online-Abstimmung erwählt wird.

Seit 2018 wurde ebenfalls ein sächsisches Wort des Jahres in einer Sonderkategorie gewählt. Dies war erstmal mit dem Schimpfwort des Jahres der Fall. 2019 wurde das Sächsische Kosewort gewählt. Seit 2022 entfallen alle Sonderkategorien und es wird lediglich das "Wort des Jahres" gewählt.
| Jahr | schönstes Wort des Jahres                                                                                    | bedrohtestes Wort des Jahres | beliebtestes Wort des Jahres                                                                                           | Sonderkategorie                                                                  |
| ---- | --- | --- | --- | -------------------------------------------------------------------------------- |
| 2008 | muddln (langsam, nicht zielstrebig arbeiten, sich ein bisschen beschäftigen, belanglose Arbeiten verrichten) | lawede (brüchig, instabil) | nu (kurze Bestätigung, wie genau, v. a. im Raum Dresden üblich)                                                        |                                                                                  |
| 2009 | färdsch (fertig)                                                                                             | Asch (größeres (tönernes) Gefäß, Schüssel) | fischelant (vom französischen vigilant = wachsam)                                                                      |                                                                                  |
| 2010 | bäbbeln (etwa: lässig Fußball spielen)                                                                       | dschidschoriengrien (für kräftig-strahlende Grüntöne)                                                                                                  | Hornzsche (ärmliche, verwahrloste Behausung; baufälliges Haus; schlechte Wohnung; altes, schmutziges Bett)             |                                                                                  |
| 2011 | bomforzionös (vom französischen bonne force=hervorragend)                                                    | Haderlump (Landstreicher) | katschn (laut hörbar und mit Mühe kauen)                                                                               |                                                                                  |
| 2012 | plumbn (heftig regnen, sich betrinken, mittels einer (Hand-)Pumpe Wasser fördern)                            | Renfdl (Anfangs- und Endstück des Brotes) | didschn (eintauchen (und dadurch aufweichen))                                                                          |                                                                                  |
| 2013 | forhohnebibln (verhöhnen, spotten)                                                                           | schnorbslich (Geräusch beim Kauen von bissfestem Gemüse, Nüssen etc.)                                                                                  | Hitsche (kleine Fußbank)                                                                                               |                                                                                  |
| 2014 | Däschdlmäschdl (Liebschaft, Techtelmechtel)                                                                  | forblembern (verplempern/vergeuden/verschwenden von Zeit, Geld bzw. anderen Ressourcen)                                                                | Gelumbe (Kram, nutzloses Zeug)                                                                                         |                                                                                  |
| 2015 | Dämmse (drückende Hitze und Schwüle)                                                                         | Eiforbibbsch (lässt sich nicht wortwörtlich übersetzen, etwa: „Ach Gott!“)                                                                             | Blaadsch (Unbeholfener Mensch)                                                                                         |                                                                                  |
| 2016 | Bibbus (kleiner, hervorragender Teil an einem Gegenstand)                                                    | Mäffdl (kleines, klappriges Auto) | diggschn (schmollen; eingeschnappt sein)                                                                               |                                                                                  |
| 2017 | Schmieche (Gliedermaßstab, Meterstab, Zollstock)                                                             | Reformande (Strafpredigt, Zurechtweisung, Verweis) | andadschn (antasten, anfassen, berühren)                                                                               |                                                                                  |
| 2018 | Beschmuh (Täuschung, Schwindel, Betrug)                                                                      | dorwiern (quengeln, nerven) | friemeln (fummeln, etwas miteinander verbinden, Zusammenhänge verknüpfen)                                              | Schimpfwort: Diggnischl (Dickkopf)                                               |
| 2019 | budzsch (putzig/merkwürdig, verwunderlich, aber auch niedlich)                                               | äscha (etwa: „Ach was!“) | Bemme (Brotscheibe) | Kosewort: Guhdsdr (Gutster, mein Bester)                                         |
| 2020 | Schnudndeggl (Mund-Nasen-Schutz)                                                                             | dambrn (sich ohne Ziel und Zweck beschäftigen, langsam und planlos arbeiten, Zeit vergeuden, aber auch spielen oder sich mit jemanden intim einlassen) | Nieslbriem (ist im Grunde harmlos gemeint, auch wenn es einen langweiligen, mürrischen, verschlossenen Menschen meint) | Gemütszustand: gägsch (wenn sich ein Mensch so fühlt, dann geht es ihm schlecht) |
| 2021 | Dunsel (langweiliger Mensch)                                                                                 | schooflich (gemein, hinterhältig) | Daheeme (daheim, zu Hause)                                                                                             | Reisen: Boofen (im Freien übernachten)                                           |
| 2022 | Därre (Kälte)                                                                                                | | |                                                                                  |
| 2023 | budzsch (putzig/merkwürdig, verwunderlich, aber auch niedlich)                                               | | |                                                                                  |
| 2024 | Hudelei (Ärgernisse, ein Dilemma, Schlamassel oder Probleme)                                                 | | |                                                                                  |